# 那格浦爾縣

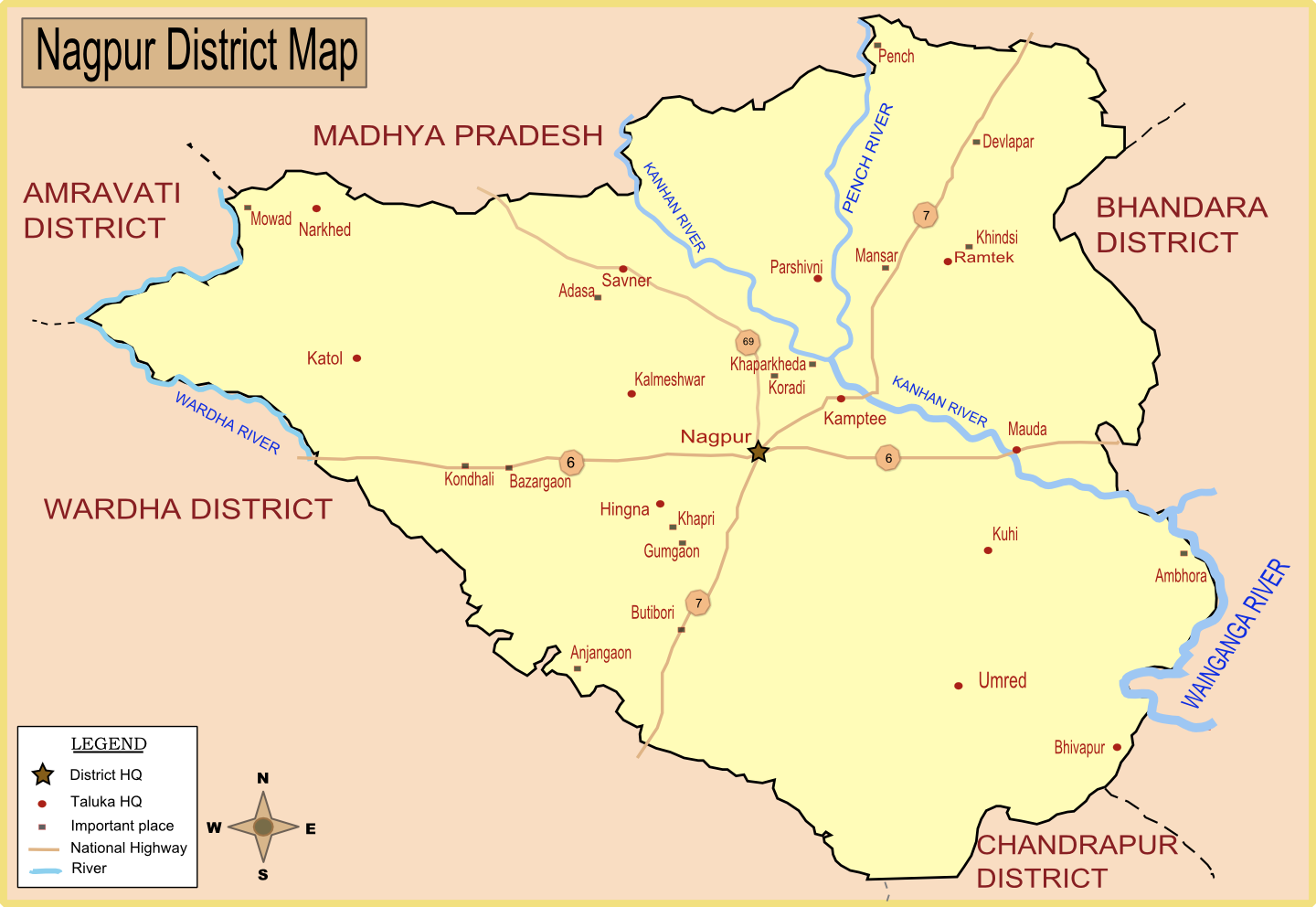

那格浦爾縣（Nagpur district）是印度的一個縣，位於該國西部，由馬哈拉施特拉邦負責管轄，行政中心设在那格浦尔。面積9,897平方公里，識字率為89.5%，2011年人口4,653,171，人口密度每平方公里470人。该县东面班達拉縣，东南临錢德拉布爾縣，西南邻瓦爾達縣，东北界阿姆勞蒂縣，北接中央邦的欽德瓦拉縣和西奧尼縣。
21°00′N 79°00′E / 21.000°N 79.000°E